# Margaux Aguilar
Margaux Aguilar ou Margaux Lubamba est une actrice et directrice de casting française.
Elle se fait connaître en 2022 dans la série quotidienne Ici tout commence.

## Biographie

### Carrière
En 2022, elle obtient son premier rôle dans la série télévisée Ici tout commence diffusée sur TF1 en y enterpretant Billie Coudert.

## Filmographie

### En tant qu'actrice
- Depuis 2022 : Ici tout commence dans le rôle de Billie Coudert

### En tant que directrice de casting
Liste non exhaustive.
- 2021 : Landy - Médusa
- 2021 : Inoxtag feat. Flashboy - CUBE
- 2021 : Vegedream - Touché dans le coeur
- 2021 : Ninho feat. Hamza - Elle m'a dit
- 2021 : Mcfly et Carlito - TikTok Girl
- 2022 : Aya Nakamura - SMS
- 2022 : Leto & Guy2bezbar - La capitale est sous contrôle
- 2023 : Aya Nakamura feat. SDM - Daddy